# Biribellus martinsi
Biribellus martinsi är en skalbaggsart som beskrevs av Maria Helena M. Galileo 1987. Biribellus martinsi ingår i släktet Biribellus och familjen långhorningar. Inga underarter finns listade.